# Tablica kanban

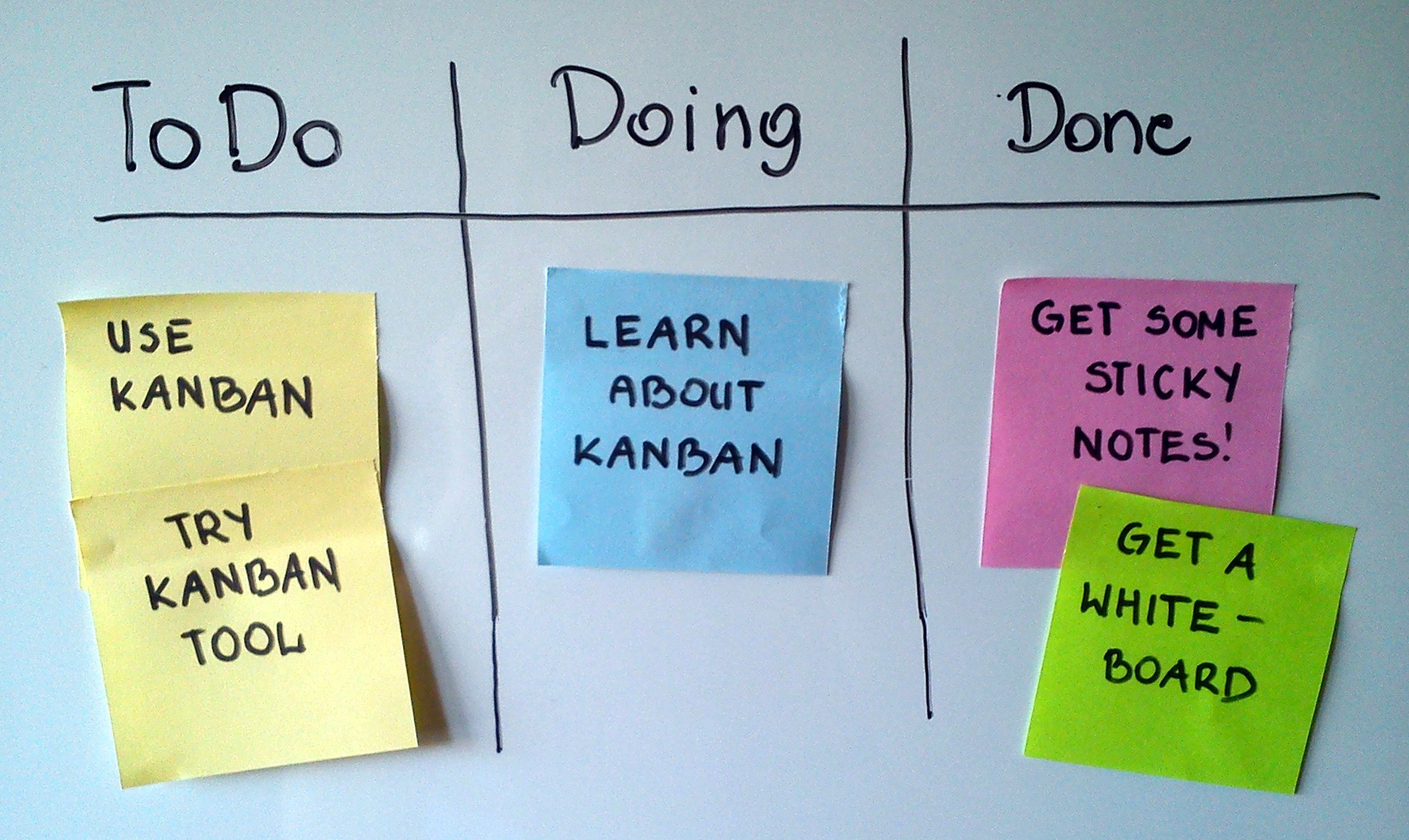
Przykład tablicy kanban do zarządzania zadaniami i projektami

Tablica kanban − jedno z narzędzi wykorzystywanych w celu implementacji metody kanban do zarządzania procesami i projektami w organizacjach. 

## Działanie
Tablice kanban są odmianą tradycyjnego systemu kanban, polegającego na takim organizowaniu procesu wytwórczego, aby każda komórka organizacyjna produkowała dokładnie tyle, ile w danej chwili jest potrzebne, opartego na cyrkulacji kart wyrobów oraz analizie przepływu kart. 
Na tablicy kanban znajdują się zadania do realizacji, przedstawione przy pomocy kolorowych kart. Karty są przesuwane od lewej do prawej strony przez kolejne kolumny tablicy, które odpowiadają następującym po sobie etapom procesu. Najczęściej spotyka się tablice z podziałem na trzy kolumny: „Do zrobienia”, „W toku” oraz „Zrobione”.

## Zastosowanie
Tablica kanban może być stosowana w wielu dziedzinach życia, na przykład:
- tworzeniu oprogramowania[6],
- marketingu[7],
- zarządzania samym sobą[8].

## Zasady konstrukcji tablicy kanban
- Wizualizacja procesu – podział na etapy i przedstawienie ich w postaci kolejnych kolumn[9]
- Określenie limitów pracy w toku
- Prowadzenie systematycznego pomiaru i optymalizacja procesu[10]